# Buncey
Pour les articles homonymes, voir Buncey (homonymie).
Buncey est une commune française située dans le canton de Châtillon-sur-Seine du département de la Côte-d'Or, en région Bourgogne-Franche-Comté.

## Géographie

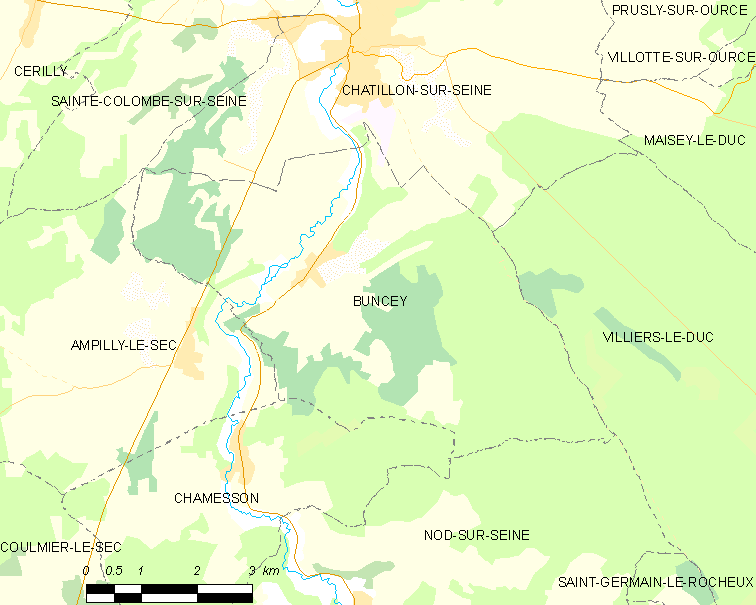

Comprenant un tronçon de la vallée de la Seine avec un bout du plateau du Duesmois en rive gauche (à l'ouest), la commune de Buncey s'étend largement en rive droite sur la grande forêt domaniale de Châtillon. Ce territoire de 27 km2 est donc essentiellement tourné vers la sylviculture qui occupe plus de la moitié de sa surface, le reste étant surtout destiné à l'agriculture ; il ne reste que peu de prairies sur les berges de Seine. Le point culminant se trouve sur le plateau de la forêt, à la pointe sud-est du finage, à 333 m, la Seine donne le point bas au nord à 224 m.

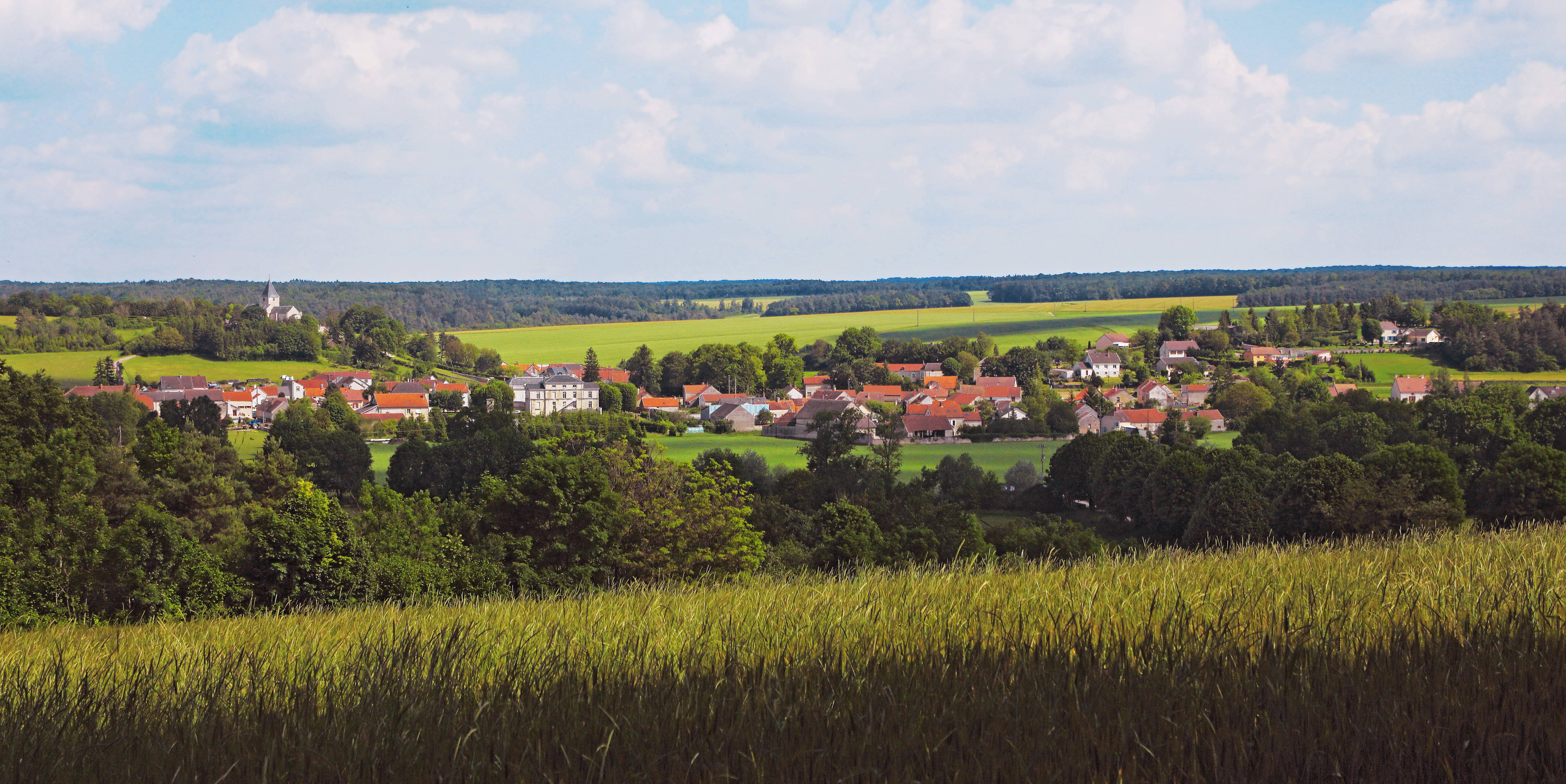
Le village depuis le versant rive gauche de la Seine.

### Hydrographie
Le village est installé en rive droite de la Seine mais écarté du fleuve et de ses zones inondables, au pied et sur le promontoire formé entre Seine et Val Thibaut, son église est perchée sur la butte. Les plateaux du Duesmois et de la forêt de Châtillon aux sous-sols karstiques ne produisent pas de cours-d'eau, d'ailleurs la forêt de Châtillon dans son ensemble n'a pas de rivières. La résurgence de la Douix à Châtillon-sur-Seine (commune voisine au nord) est emblématique du réseau hydraulique souterrain. Avec une faible dénivellation d'environ 1,5 m au kilomètre (5 km de cours sur la commune qui passe de 232 m à 224 m), la Seine décrit de nombreux méandres et peut sortir de son lit en période de crue. Quelques sources existent sur la commune : Coutiote, du Gros-Cul, fontaine de Terre-Chaude.

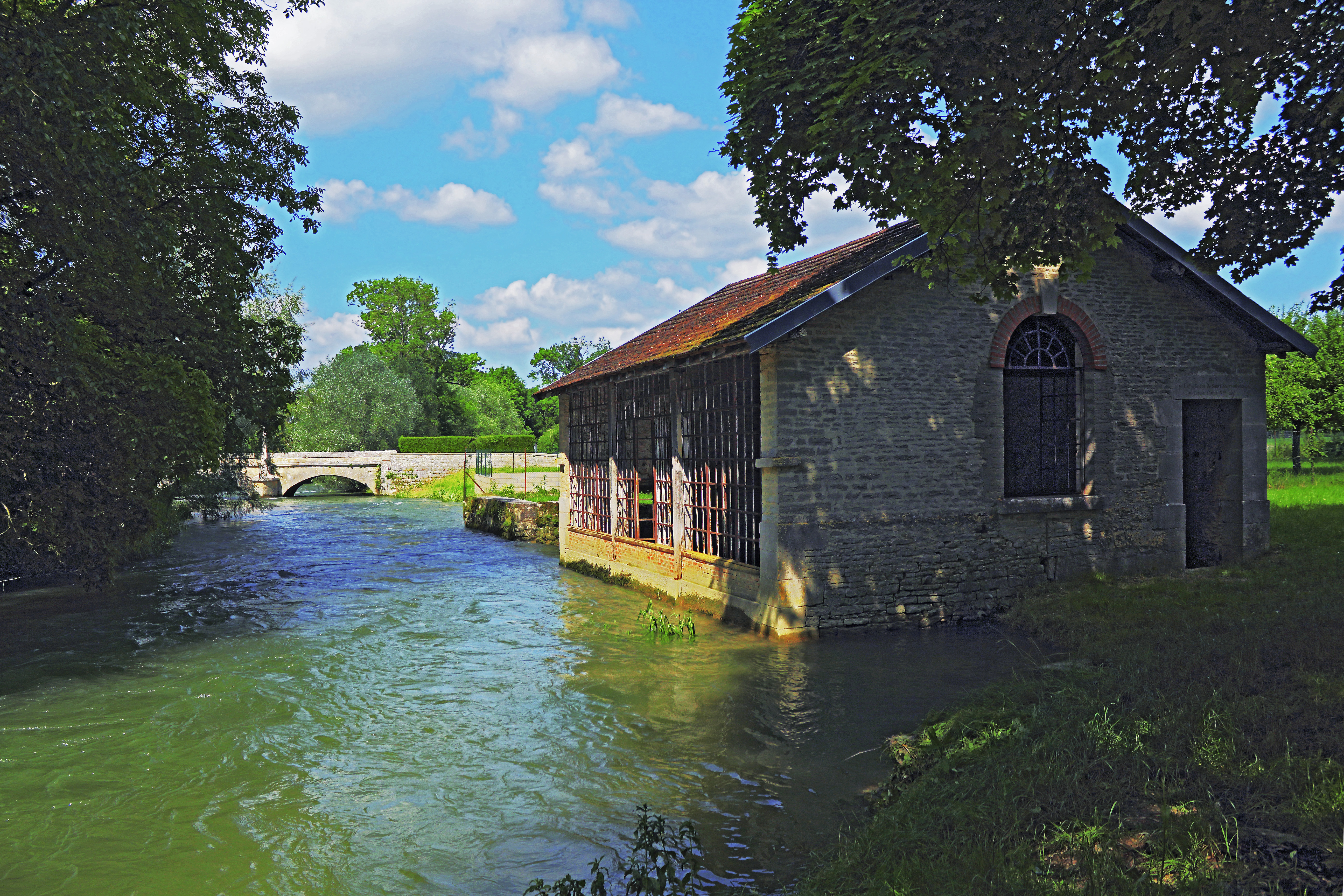
La Seine vers le lavoir…
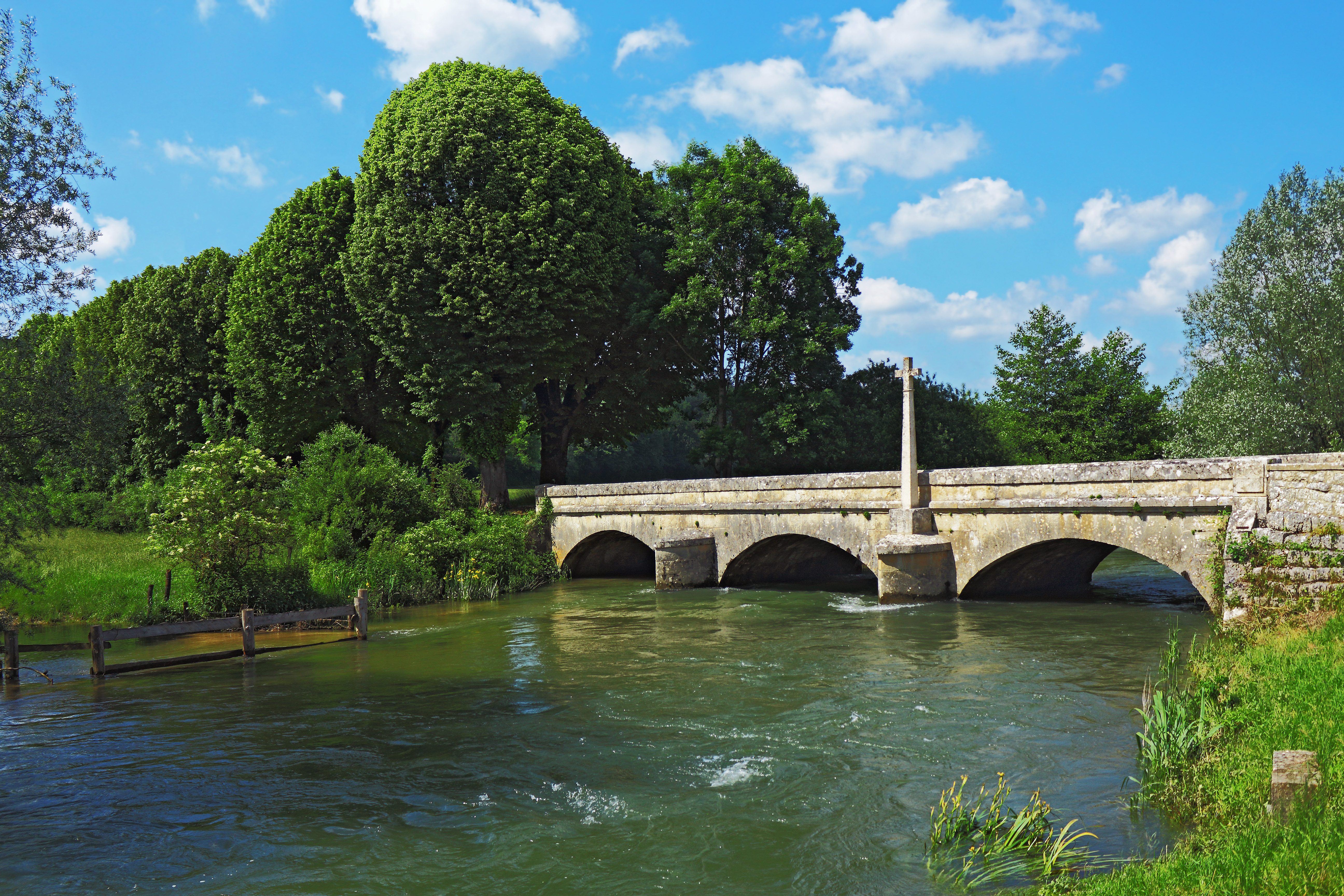
et au niveau du pont.

### Accessibilité
Le village se distingue sur la route départementale 971 par la traversée de l'agglomération en ligne droite de cette route au caractère plutôt sinueux qui suit le haut val de la Seine sur un axe nord-sud. Hors village au-dessus de la rive gauche de la Seine, le finage est traversé également nord-sud par la D 980, route de plateau faite de longues lignes droites vallonnées entre Châtillon-sur-Seine et Montbard.

### Hameaux, écarts, lieux-dits
La population est regroupée dans le village, la commune n'a pas de hameau rattaché.
- Habitat ou bâti écarté : fermes St Georges, de la Borde, Darbois, la Boisserotte, et des Quatre Bornes.
- Lieux-dits d'intérêt local : le val Thibaut, plusieurs parties de la forêt portent un nom (le Grand Canton, bois Jouard, bois de la Borde, les Broussailles…) ainsi que plusieurs combes (Viard, Jean Riotte, Bollefard, du Sentier à la Biche...).

### Communes limitrophes

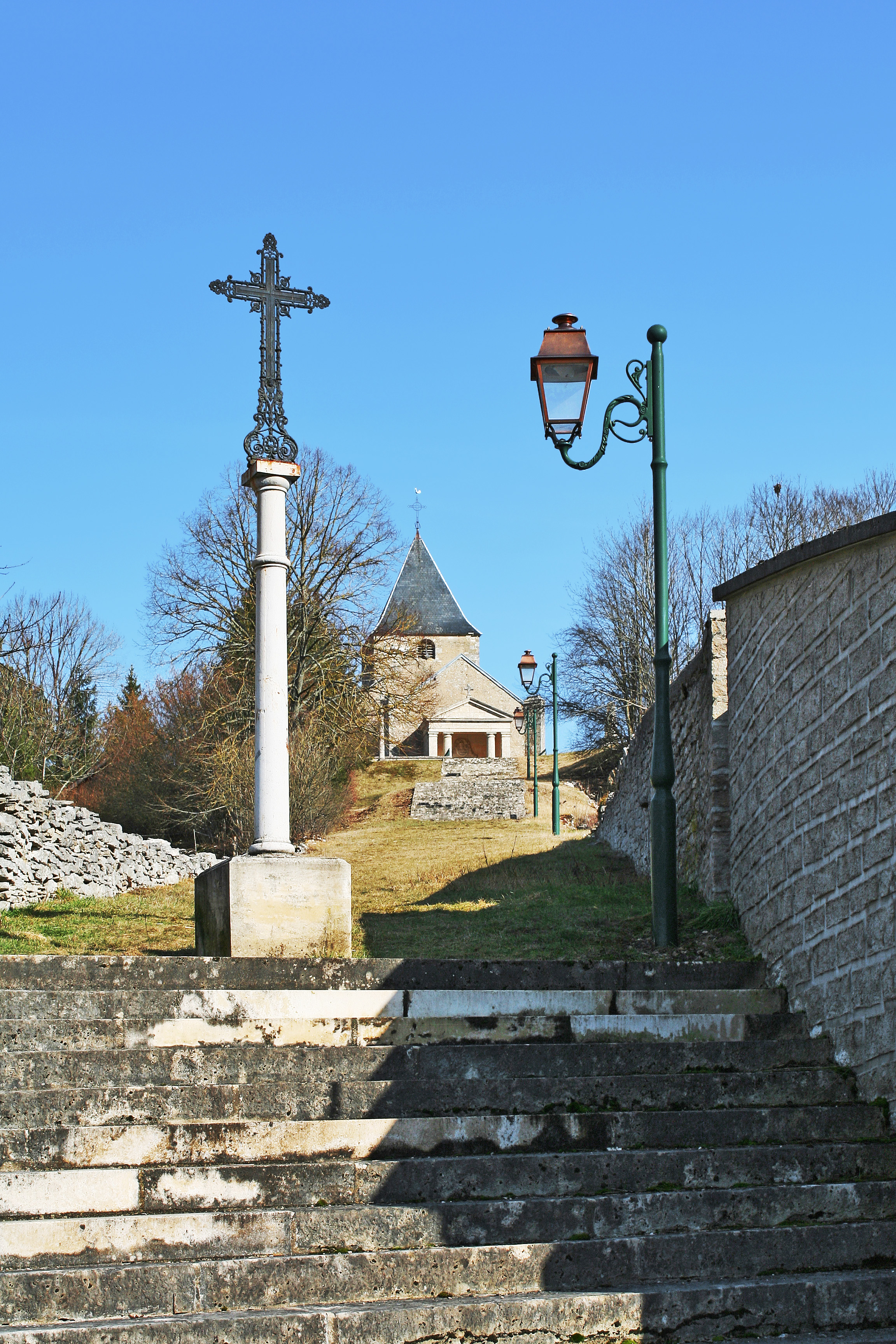
Croix en fonte au pied de la butte.

### Climat
Pour des articles plus généraux, voir Climat de la Bourgogne-Franche-Comté et Climat de la Côte-d'Or.
En 2010, le climat de la commune est de type climat des marges montargnardes, selon une étude du Centre national de la recherche scientifique s'appuyant sur une série de données couvrant la période 1971-2000. En 2020, Météo-France publie une typologie des climats de la France métropolitaine dans laquelle la commune est exposée à un climat océanique altéré et est dans la région climatique  Lorraine, plateau de Langres, Morvan, caractérisée par un hiver rude (1,5 °C), des vents modérés et des brouillards fréquents en automne et hiver. 
Pour la période 1971-2000, la température annuelle moyenne est de 10,1 °C, avec une amplitude thermique annuelle de 15,9 °C. Le cumul annuel moyen de précipitations est de 866 mm, avec 12,3 jours de précipitations en janvier et 8,5 jours en juillet. Pour la période 1991-2020, la température moyenne annuelle observée sur la station météorologique de Météo-France la plus proche, « Châtillon/Seine », sur la commune de Châtillon-sur-Seine à 4 km à vol d'oiseau, est de 10,8 °C et le cumul annuel moyen de précipitations est de 832,8 mm,. Pour l'avenir, les paramètres climatiques de la commune estimés pour 2050 selon différents scénarios d'émission de gaz à effet de serre sont consultables sur un site dédié publié par Météo-France en novembre 2022.

## Urbanisme

### Typologie
Au 1er janvier 2024, Buncey est catégorisée commune rurale à habitat dispersé, selon la nouvelle grille communale de densité à 7 niveaux définie par l'Insee en 2022.
Elle est située hors unité urbaine. Par ailleurs la commune fait partie de l'aire d'attraction de Châtillon-sur-Seine, dont elle est une commune de la couronne,. Cette aire, qui regroupe 60 communes, est catégorisée dans les aires de moins de 50 000 habitants,.

### Occupation des sols
L'occupation des sols de la commune, telle qu'elle ressort de la base de données européenne d’occupation biophysique des sols Corine Land Cover (CLC), est marquée par l'importance des forêts et milieux semi-naturels (58,8 % en 2018), une proportion sensiblement équivalente à celle de 1990 (59 %). La répartition détaillée en 2018 est la suivante : forêts (58,6 %), terres arables (35,9 %), prairies (2,3 %), zones agricoles hétérogènes (1,8 %), zones urbanisées (1 %), espaces verts artificialisés, non agricoles (0,2 %), milieux à végétation arbustive et/ou herbacée (0,1 %). L'évolution de l’occupation des sols de la commune et de ses infrastructures peut être observée sur les différentes représentations cartographiques du territoire : la carte de Cassini (XVIIIe siècle), la carte d'état-major (1820-1866) et les cartes ou photos aériennes de l'IGN pour la période actuelle (1950 à aujourd'hui).

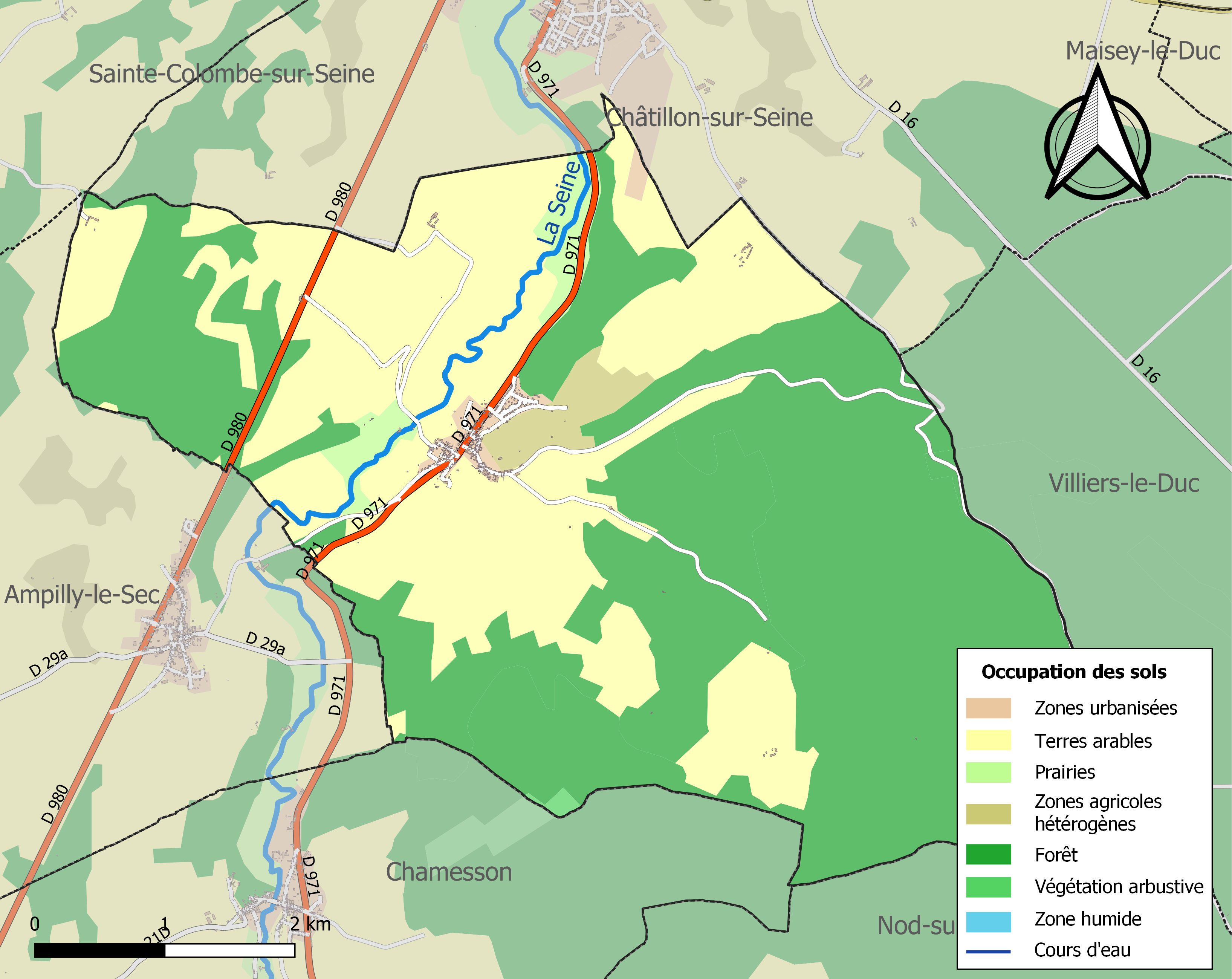
Carte des infrastructures et de l'occupation des sols de la commune en 2018 (CLC).

## Histoire

### Antiquité
Les restes d'une très importante villa romaine avec dalles de marbre et mosaïques ont été mis au jour à l'entrée du village lors de travaux de terrassement.

### Moyen Âge
La découverte de sarcophages mérovingiens autour de l'église témoignent de la pérennité du peuplement.
Buncey et sa maison forte sont en 1272 propriété du duc Robert II et les habitants sont affranchis par Philippe le Bon en 1428.

### Époque moderne
Au XVIIe siècle, les protestants de Châtillon choisissent Buncey pour y établir un temple qui revient aux Cordeliers de Châtillon avec la révocation de l'édit de Nantes en 1685.

## Héraldique
| Blason | Blasonnement : Mi-parti : au 1er bandé d'or et d'azur de six pièces, au 2e d'azur à la fleur de lys d'or. |

## Lieux, monuments et pôles d'intérêt
En 2016, la commune compte 1 monument inscrit à l'inventaire des monuments historiques, 16 monuments ou édifices répertoriés à l'inventaire général du patrimoine culturel, 6 éléments classés à l'inventaire des objets historiques et 44 objets répertoriés à l'I.G.P.C.
- Plusieurs bornes armoriées, marquant les parcelles en forêt, sont généralement du XVIIe siècle, certaines pouvant remonter aux ducs de Valois au XIVe siècle  Classé MH[19]. Récemment référencées (2015), elles ne sont pas facile à repérer dans l'immense forêt de Châtillon (les 64 bornes classées se répartissent sur cinq communes : outre Buncey, Nod-sur-Seine , Villiers-le-Duc, Maisey-le-Duc et Saint-Germain-le-Rocheux ; d'après la fiche M.H., une carte existe).
- L'église Saint-Georges, probablement du XVIe siècle, renferme un mobilier remarquable. Outre des restes de fresques murales, une partie des vitraux, une toile[20] du XVIIe siècle sont classées aux Monuments historiques ainsi que quatre statues : un saint Georges terrassant le dragon[21] du XVe siècle et un saint Roch[22] du XVIe siècle en pierre, un saint Nicolas[23] de la même époque et une Piéta[24] du XVIIe siècle en pierre polychrome. Classés I.G.P.C., également en pierre polychrome, un saint Edme[25] et un saint Jacques le Majeur[26] du XVIe siècle ainsi qu'un saint Vincent[27] du XVIIIe siècle en bois[14].

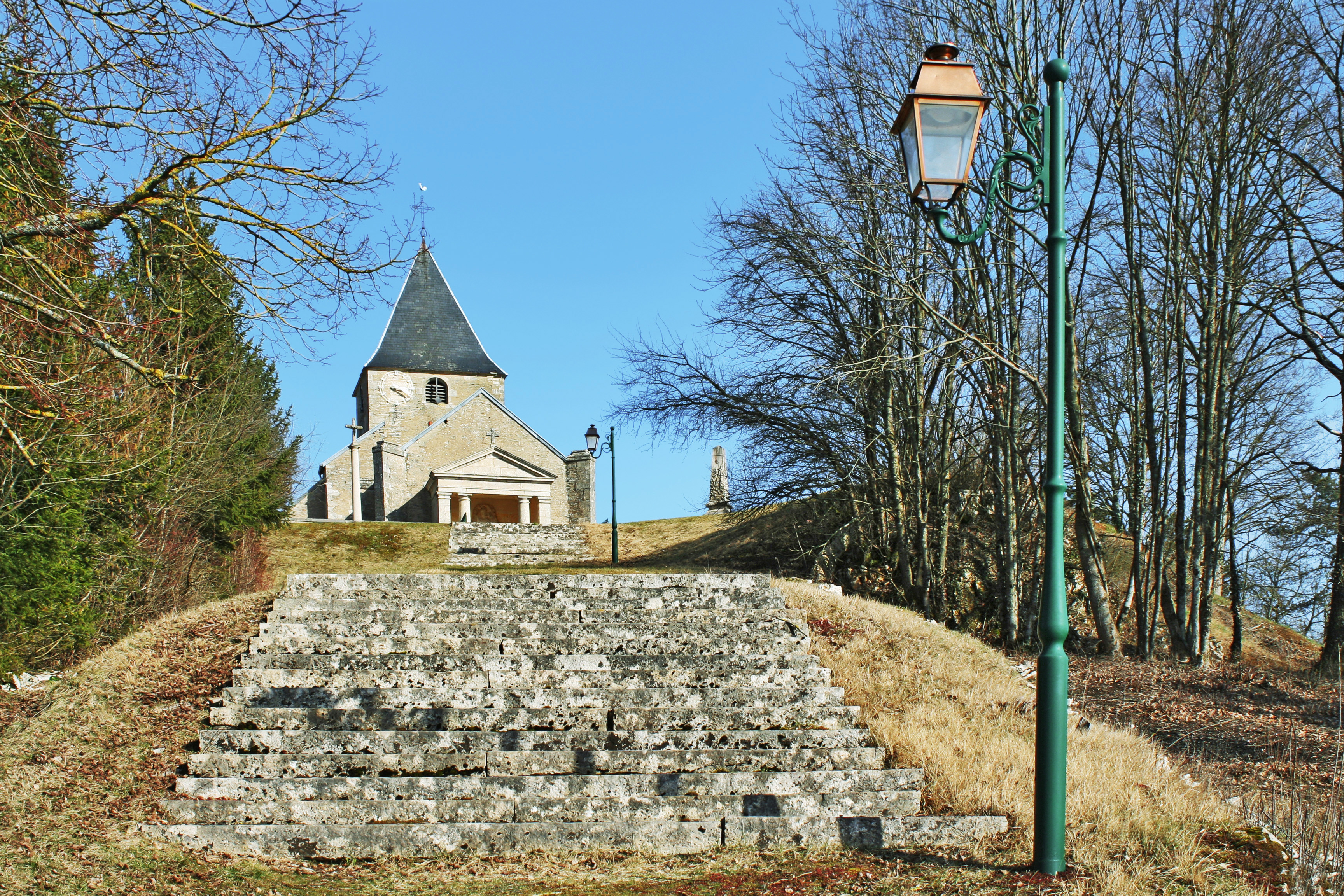
Escalier en paliers vers l'église.
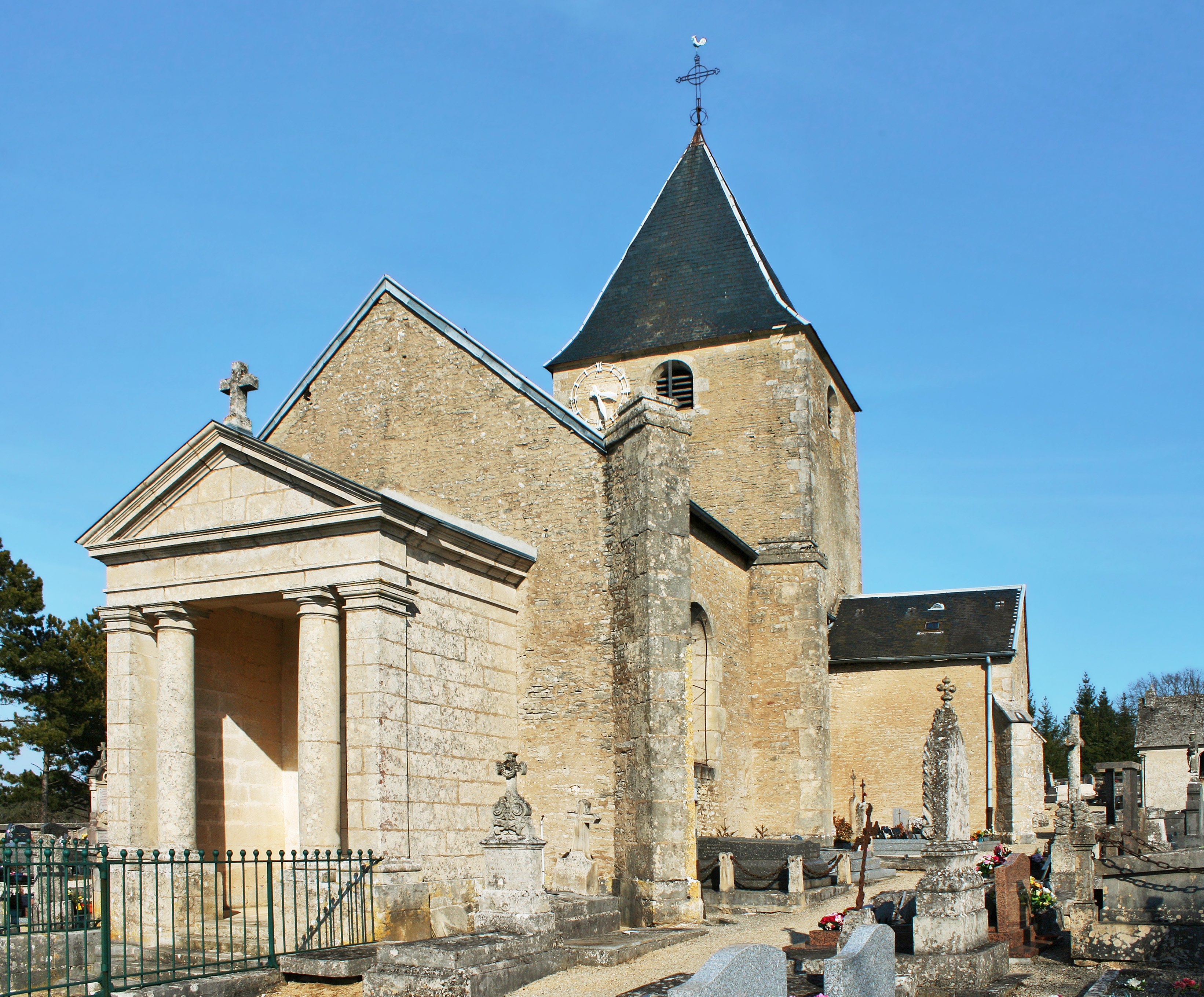
L'église dans son enclos paroissial.
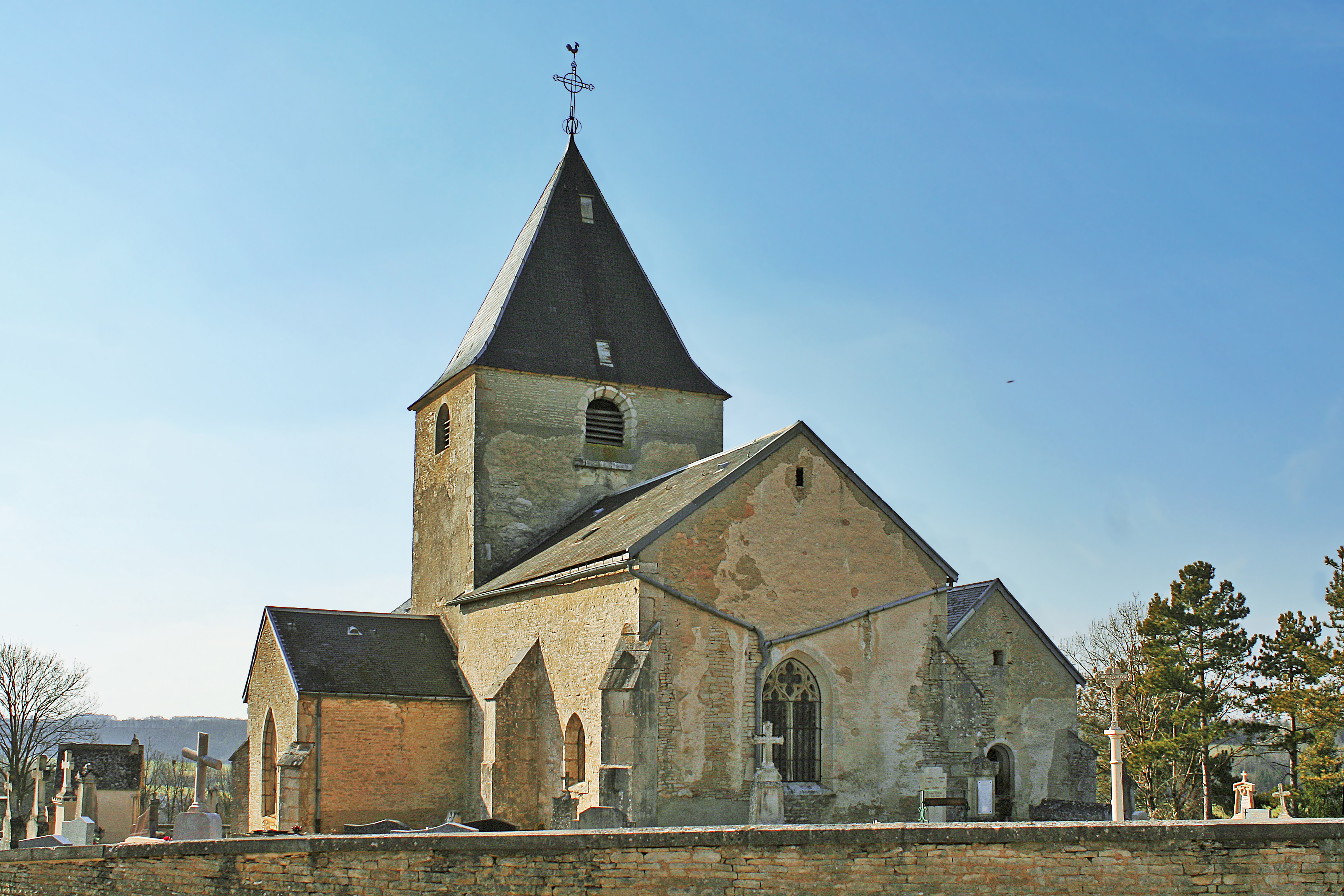
Abside droite percée d'une fenêtre à meneau.

- Mairie-école du XIXe siècle au toit d'ardoise avec une élégante façade.
- Nombreuses croix monumentales dans le village et sur le territoire de la commune comme la croix Jacob[28] au nord-est ou la croix de pont sur la Seine[29].

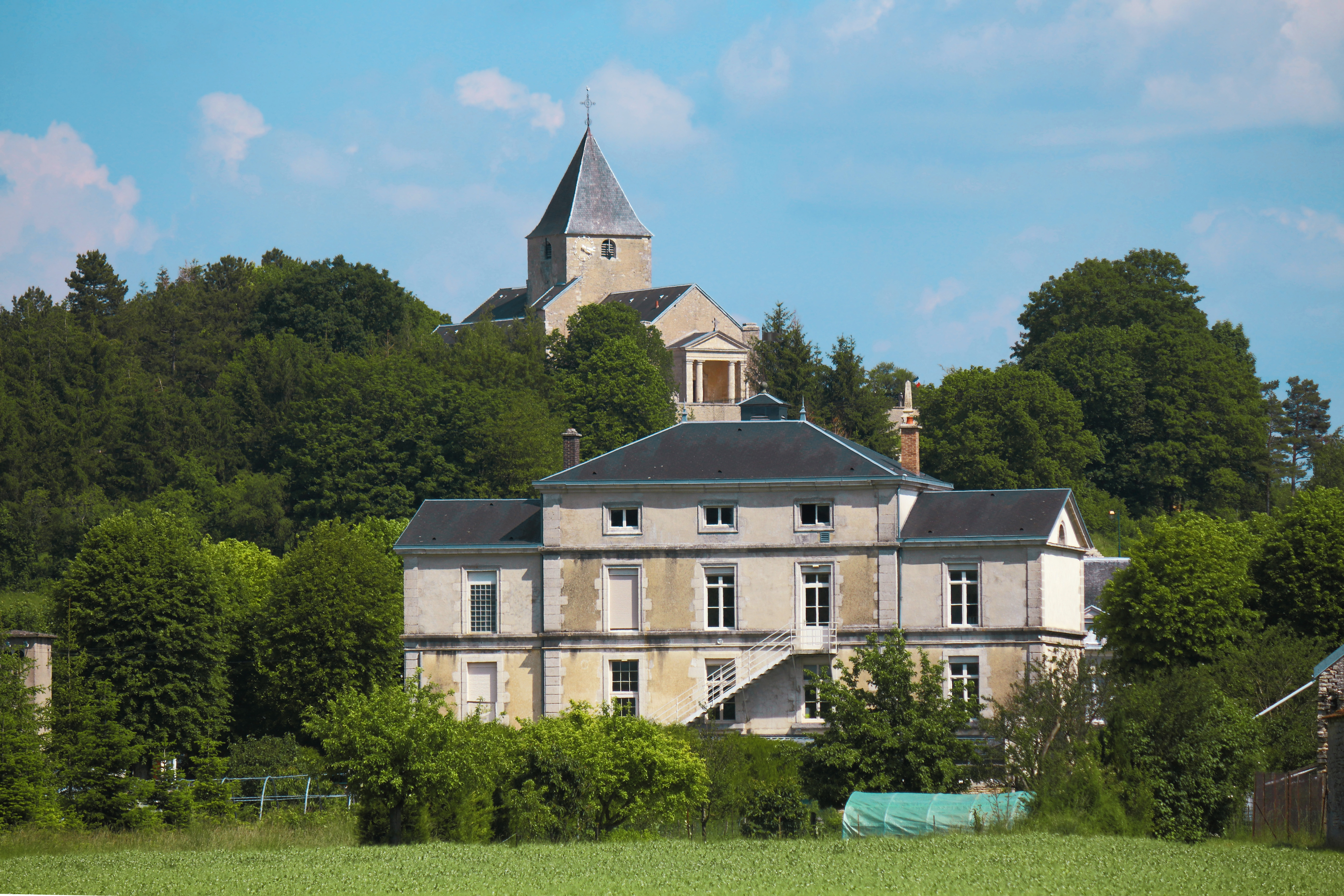
Mairie-école côté ouest.
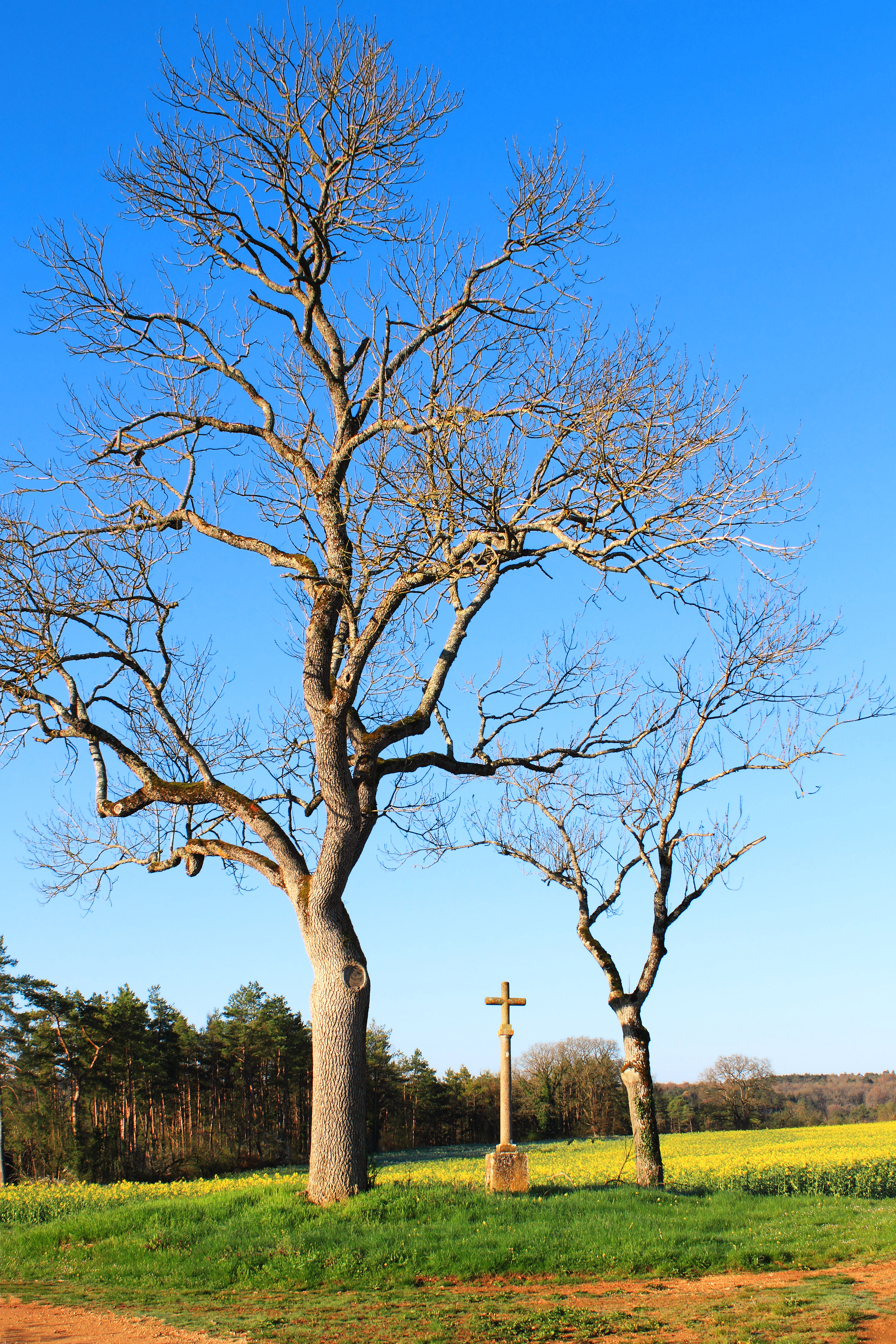
Croix Jacob au piédestal gravé :
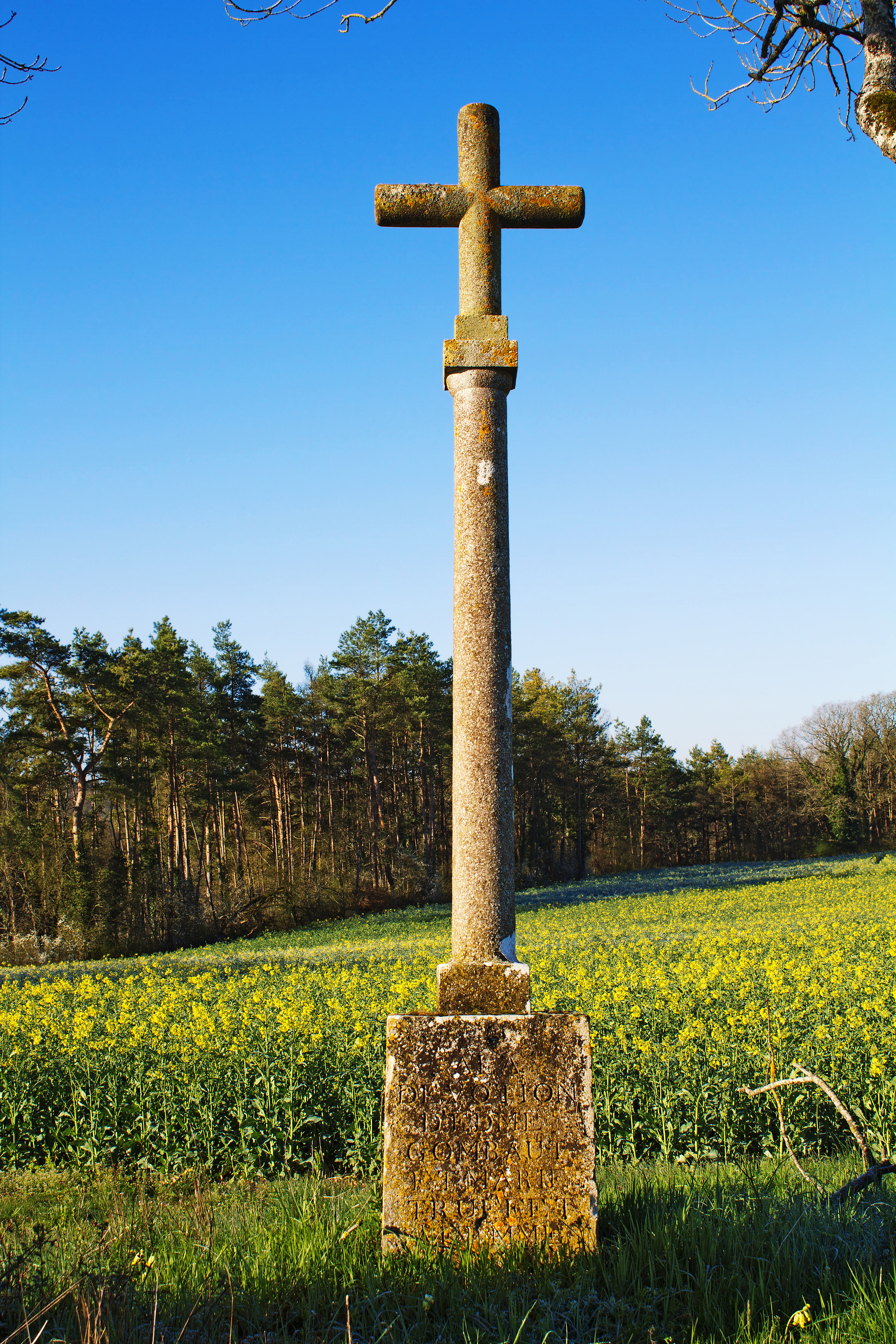
A LA DEVOTION D'EDME COMBAUT ET MARIE TRUFFET SA FEMME 1824.
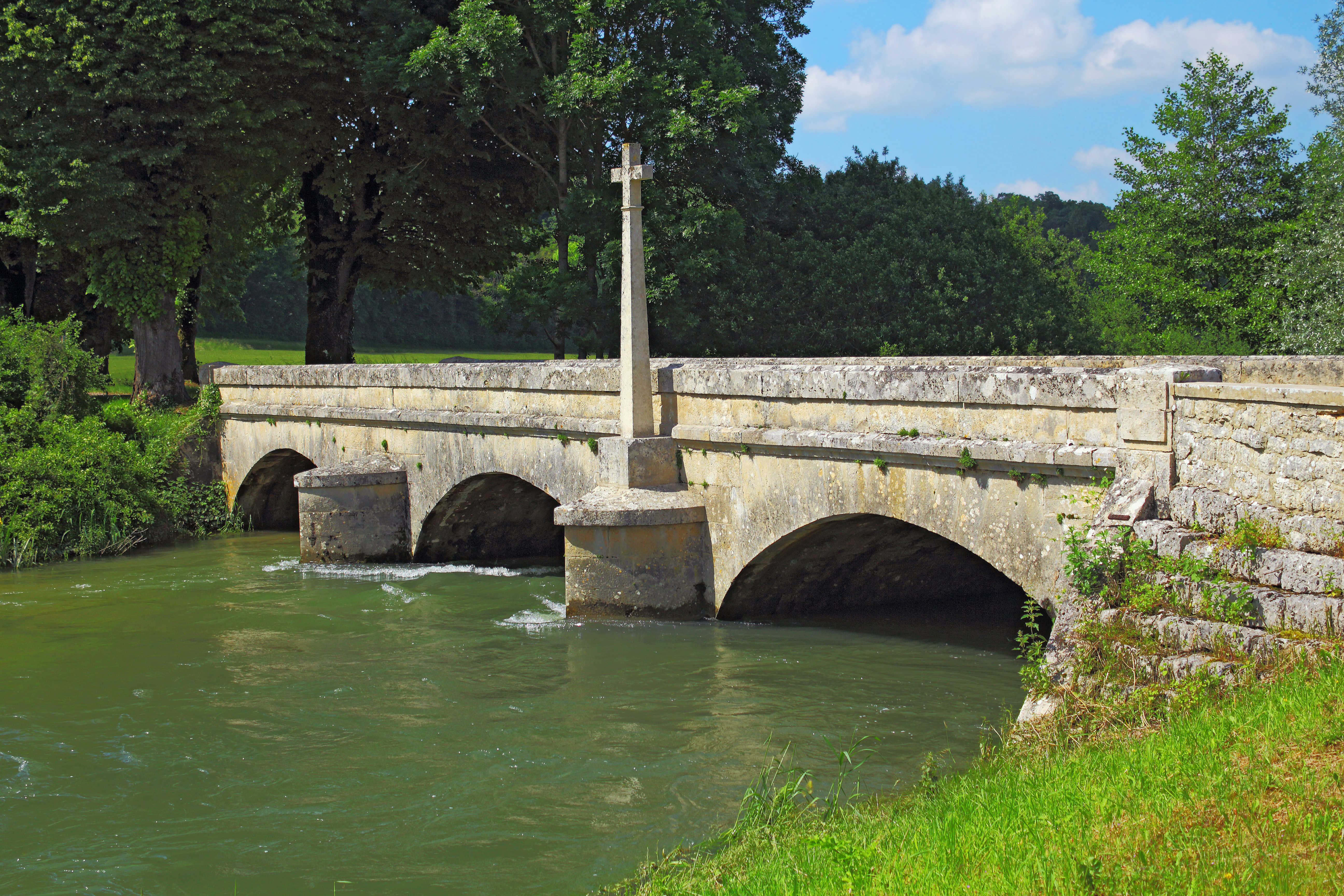
Croix de pont de 4 m de haut.

- Lavoir en rive de Seine, du XIXe siècle, à proximité du pont.

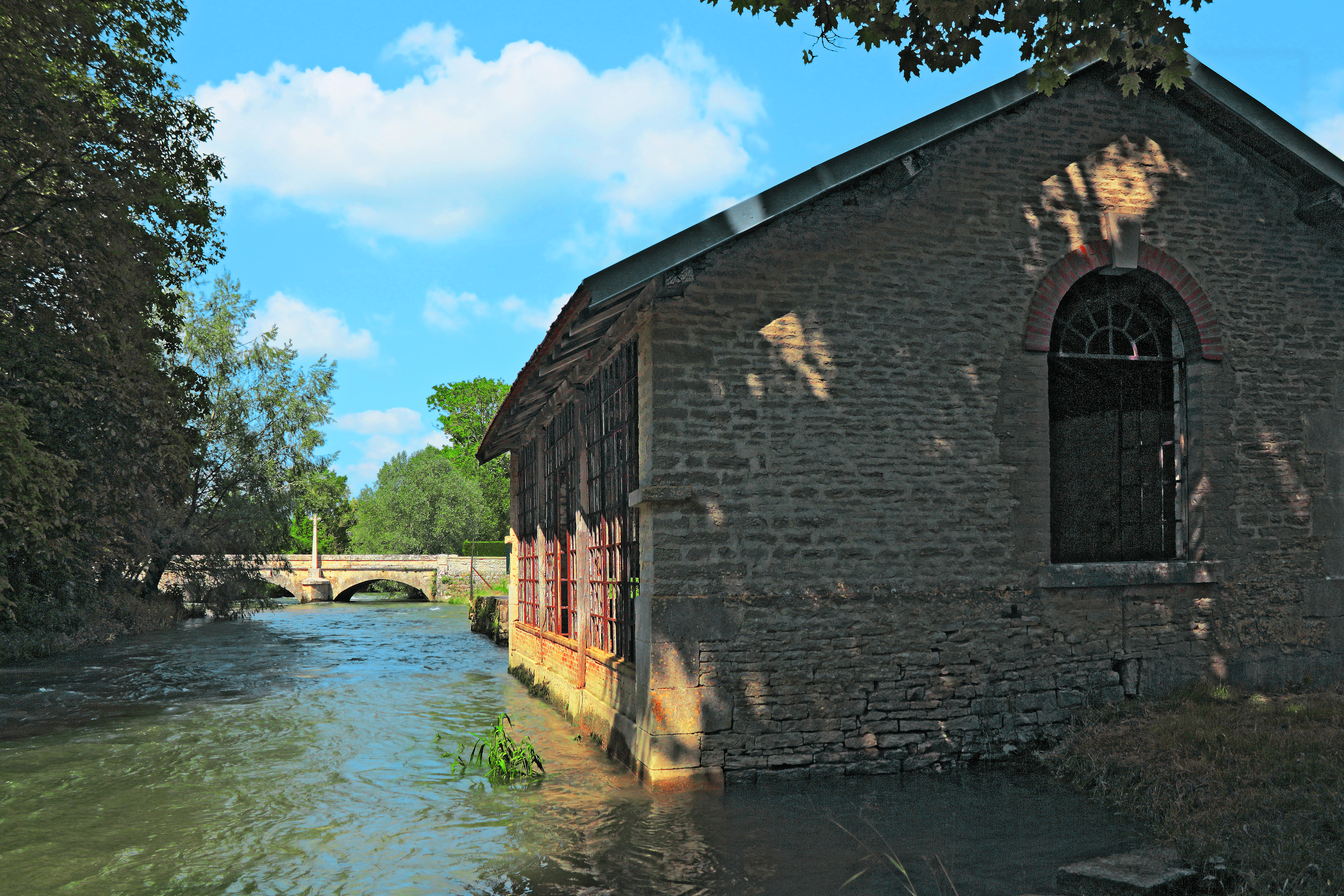
Le lavoir en rive de Seine.
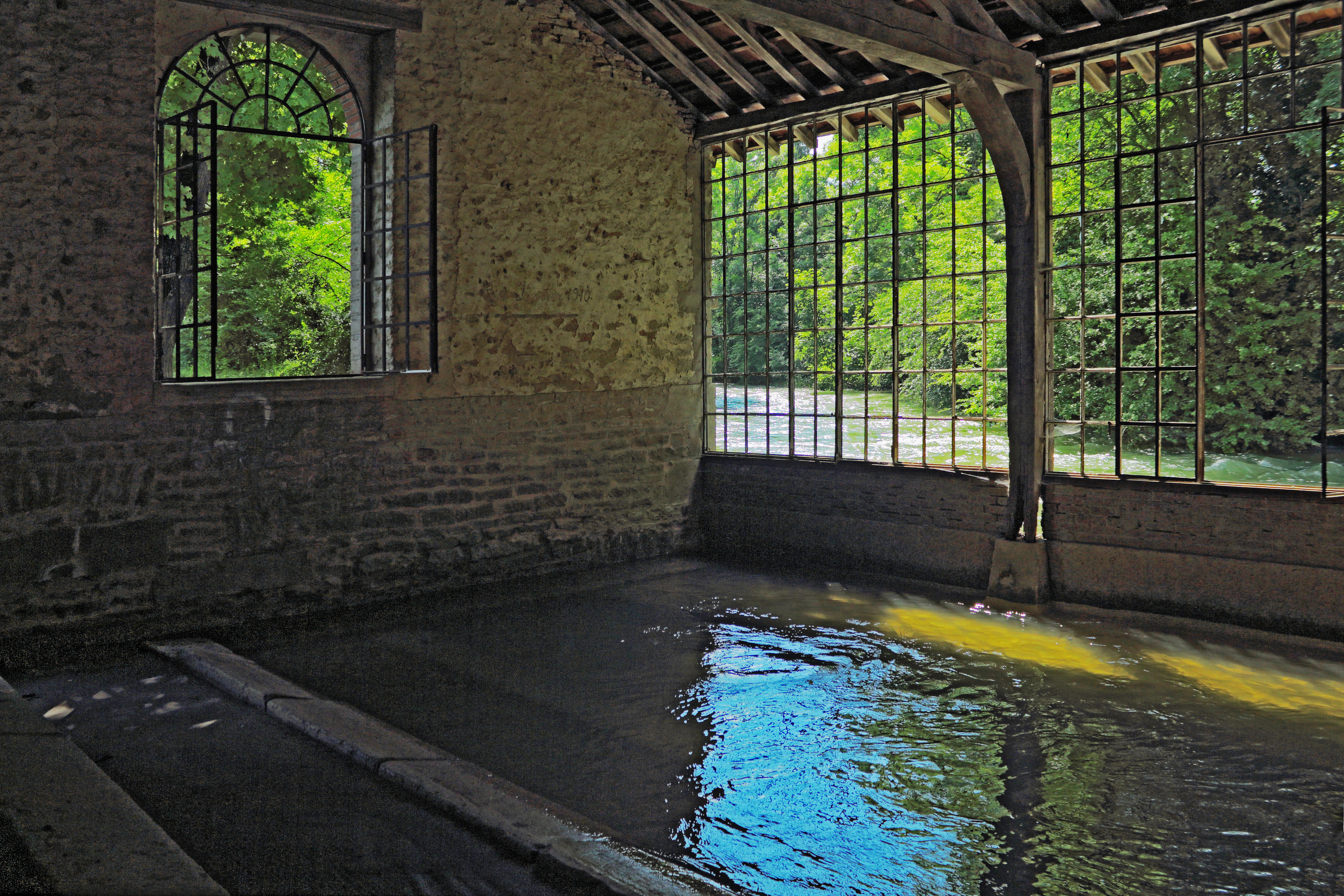
Intérieur du lavoir...
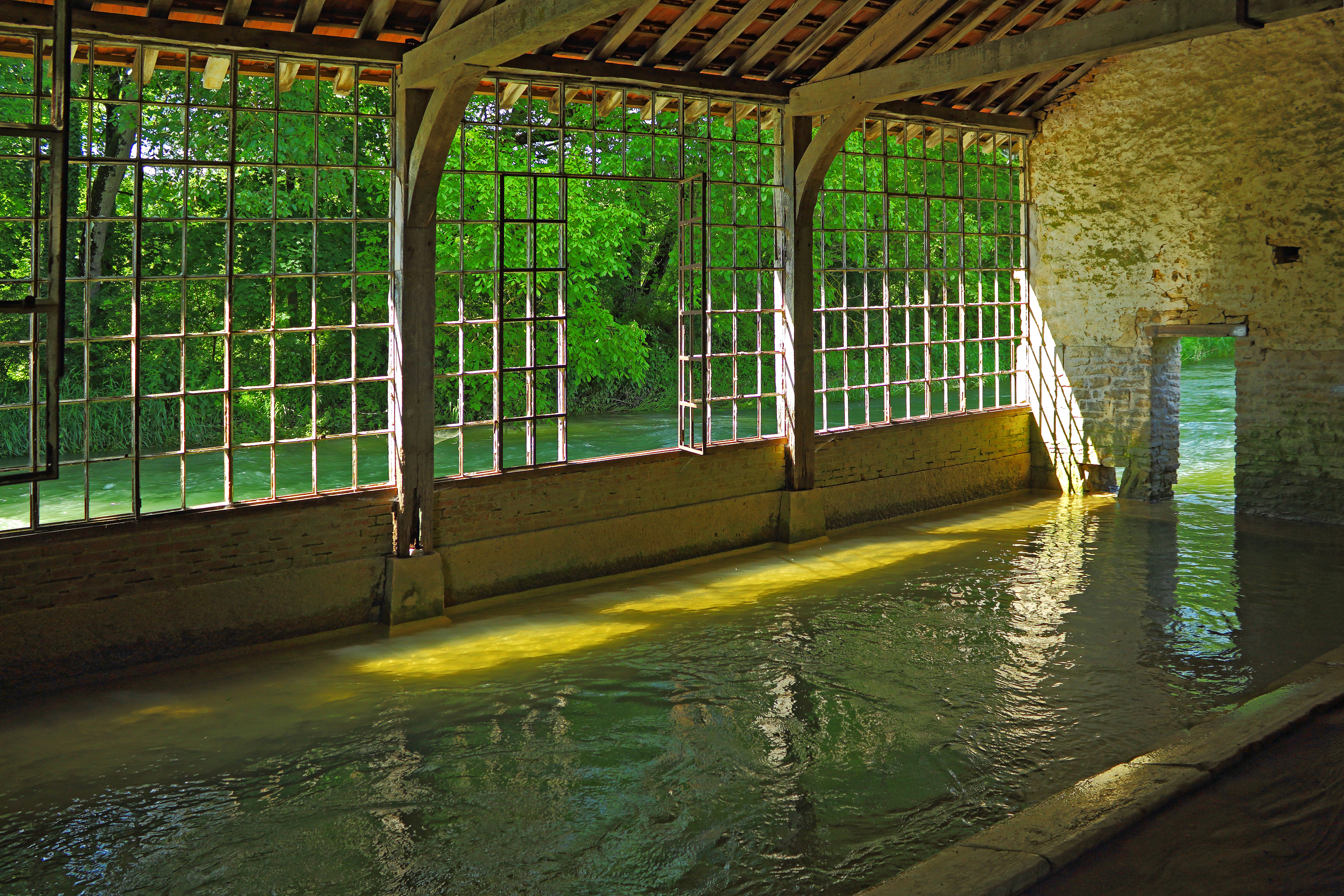
pendant une crue du fleuve.

## Politique et administration
| Période                                  | Période   | Identité         | Étiquette | Qualité     |
| ---------------------------------------- | --------- | ---------------- | --------- | ----------- |
| mars 2001                                | mars 2008 | Roger Bornot     |           |             |
| mars 2008                                | en cours  | Christian Bornot | DVD       | Agriculteur |
| Les données manquantes sont à compléter. |           |                  |           |             |

## Démographie
L'évolution du nombre d'habitants est connue à travers les recensements de la population effectués dans la commune depuis 1793. Pour les communes de moins de 10 000 habitants, une enquête de recensement portant sur toute la population est réalisée tous les cinq ans, les populations de référence des années intermédiaires étant quant à elles estimées par interpolation ou extrapolation. Pour la commune, le premier recensement exhaustif entrant dans le cadre du nouveau dispositif a été réalisé en 2006.

En 2022, la commune comptait 358 habitants, en évolution de −6,04 % par rapport à 2016 (Côte-d'Or : +0,82 %, France hors Mayotte : +2,11 %).
| 1793 | 1800 | 1806 | 1821 | 1831 | 1836 | 1841 | 1846 | 1851 |
| ---- | ---- | ---- | ---- | ---- | ---- | ---- | ---- | ---- |
| 417  | 445  | 414  | 428  | 511  | 565  | 587  | 631  | 658  |

| 1856 | 1861 | 1866 | 1872 | 1876 | 1881 | 1886 | 1891 | 1896 |
| ---- | ---- | ---- | ---- | ---- | ---- | ---- | ---- | ---- |
| 595  | 550  | 507  | 484  | 438  | 462  | 426  | 435  | 424  |

| 1901 | 1906 | 1911 | 1921 | 1926 | 1931 | 1936 | 1946 | 1954 |
| ---- | ---- | ---- | ---- | ---- | ---- | ---- | ---- | ---- |
| 382  | 395  | 451  | 378  | 341  | 324  | 341  | 353  | 348  |

| 1962 | 1968 | 1975 | 1982 | 1990 | 1999 | 2006 | 2011 | 2016 |
| ---- | ---- | ---- | ---- | ---- | ---- | ---- | ---- | ---- |
| 353  | 352  | 286  | 364  | 395  | 386  | 381  | 390  | 381  |

| 2021 | 2022 | - | - | - | - | - | - | - |
| ---- | ---- | - | - | - | - | - | - | - |
| 361  | 358  | - | - | - | - | - | - | - |